# 제2차 유대-셀레우코스 전쟁
제2차 유대-셀레우코스 전쟁은 구약성경의 마카베오기 상권에 3장부터 7장까지 기록된 유대인들과 셀레우코스 제국 간의 전쟁이다. 유다 마카베오가 유대인들을 이끌었으며 마카베오기 상권에 기록된 유대와 셀레우코스 제국 간의 전쟁들 중 가장 규모가 큰 전쟁이다.

## 배경
헬레니즘 시대인 주기 기원전 2세기 유대 지방은 헬레니즘 제국의 한 갈래인 셀레우코스 제국의 지배를 받으며 박해받고 있었다. 이에 요야립 가문의 사제이자 요하난의 아들 마타티아스가 다섯 아들과 함께 투쟁을 벌였고 셀레우코스 제국과 제1차 유대-셀레우코스 전쟁이란 소규모 전쟁을 벌였다.
하지만 이후 마타티아스가 죽고 그의 첫째 아들 유다 마카베오가 뒤를 이으면서 본격적으로 군사를 모으고 셀레우코스 제국과 이민족들에 맞서 전쟁을 벌이기 시작했다.

## 서전 (벳 호론 전투)
셀레우코스 제국의 장수 아폴로니우스는 먼저 유대 지방을 공격하려고 이민족들과 일부 사마리아인들을 모아 군대를 조직해 원정을 나갔다. 그러나 아폴로니우스는 유다 마카베오에게 단번에 죽어버리고 많은 군대가 사살당하고 전멸했다. 이때 유다 마카베오가 빼앗은 아폴로니우스의 칼은 그가 평생을 가지고 싸웠다.
이에 시리아 군대의 장수 세론은 아폴로니우스의 잔류 군대와 합류해 다시 큰 군대를 조직해 원정을 떠났다. 세론이 벳 호론의 오르막길로 가까이 왔을 때 유다 마카베오와 얼마 되지 않는 군사들을 이끌고 그의 군대를 급습해 무려 800명이 전사하고 세론과 남은 군사들은 모두 팔레스타인 지역으로 달아났다.
이에 유다 마카베오와 이스라엘 군대가 주변의 이민족들에게 알려졌고 그의 명성은 셀레우코스 제국의 왕 안티오코스 4세에까지 알려지게 되었다.

## 1차 전쟁

### 셀레우코스 군대의 진공과 미츠파 집결
안티오코스 4세는 유대 지방 정벌을 대비해 매우 강력한 군대를 조직하고 모든 국력을 동원하였다. 그러나 국고가 떨어짐에 따라 기원전 165년 봄 안티오코스는 페르시아 지역으로 가 조공을 거둬 돈을 모으기로 결심했고 떠나면서 왕족 리시아스에게 유프라테스강과 이집트 지역에 이르는 모든 행정과 아들 안티오코스 에우파토르를 맡겼다.
이리하여 셀레우코스 제국 서부의 전 행정을 맡게 된 리시아스는 도리메네스의 아들 프톨레마이오스, 니카노르, 고르기아스를 뽑았고 보병 4만 명과 기병 7000명을 주어 유대 지방을 정벌하라고 명령했다. 그 원정군은 엠마오 부근에 진을 치고 주둔했는데 이스라엘인들을 노예로 사려는 많은 상인들과 시리아 군대, 블레셋 군대 등도 합류하였다.
이에 유다 마카베오와 그의 형제들은 예루살렘 맞은 쪽에 있는 미츠파로 가 나지르인들을 불러 모아 1000인 대장과 100인 대장, 50인 대장, 10인 대장 등을 임명해 군사들을 지휘하게 하였다. 그리고 율법에 따라 노동자나 갓 장가든 사람들은 돌려 보내고 엠마오 남쪽에 진을 쳤다.

### 엠마오 전투
먼저 고르기아스가 보병 5000명과 정예 기병 1000명을 이끌고 밤중에 출발했다. 이 소식을 들은 유다 마카베오도 군사 3000명을 이끌고 엠마오의 진지를 치려 출발했다.
날이 샘 무렵 유다 마카베오와 군사 3000명이 들판에 나타났으나 갑옷과 칼을 제대로 갖추지 못했고 이에 리시아스의 군대는 방비가 튼튼하고 그 둘레를 기병대가 에워싸고 있었고 모두 정예병들이었다. 리시아스의 군대가 진지에 나오자 유다의 군대도 맞서 싸웠다.
치열한 전투 끝에 리시아스의 군대는 패배해 이두매아 평야와 아스돗, 얌니아까지 추격당해 무려 3000명이 전사했다. 그리고 남은 군사들은 모두 팔레스타인 지역으로 달아났고 유대 군대는 많은 전리품들을 거두어 들었다.
그리고 이 소식을 들은 리시아스는 크게 낙담했다.

## 2차 전쟁

### 벳 추르 전투
이듬해 기원전 164년, 리시아스는 정예 보병 6만 명과 기병 5000명을 이끌고 다시 유대 지방을 정벌하려고 했다. 원정군은 이두매아로 들어가 벳 추르에 진을 쳤고 이에 유다 마카베오도 보병 1만 명을 이끌고 맞섰다.
그리고 전투를 치렀고 결국 리시아스의 군사 5000명이 전사했고 리시아스는 안티오키아로 퇴각했다. 그리고 다시 유대 지방을 정벌하려고 더 많은 군사를 모집했다.

### 성전 정화 및 봉헌
유다 마카베오와 그의 형제들을 모든 적들을 무찌르자 성소 정화와 봉헌을 추진하였다. 그리하여 온 군대를 이끌고 시온 산으로 올라가 성소를 복구했고 성채 안에 있는 자들을 공격해 흠이 없고 율법에 헌신하는 사제들을 뽑았고 더럽혀진 번제 제단을 헐어버렸다.
기원전 164년 12월 성전은 모두 복구하고 그들은 새로 만든 번제 제단 위에 희생 제물을 바치고 8일 동안 축제를 열었다. 그리고 시온 산 둘레에 높은 성벽을 쌓고 튼튼한 탑을 세워 이민족들이 짓밟지 못하게 했으며 지킬 군대도 배치했다.
또한 벳 추르의 수비를 강화해 백성들에게 이두매아 쪽 요새를 마련해 주었다.

## 이민족들의 침략

### 아크라바테네 전투
주변 이민족들은 제단이 복구되고 성소가 봉헌되자 몹시 화가 나 유대인들은 죽이고 제거하기 시작했다. 이두매아의 에돔인들이 유대인들은 포위하자 유다 마카베오는 아크라바테네에서 전투를 벌여 큰 타격을 입히고 전리품을 빼앗았다.
그리고 길목에 숨어 있다가 유대인들에게 올가미와 덫을 씌우던 브온인들을 정벌해 여러 탑에 가두고 불태워 죽였다. 또한 티모테오스가 이끄는 암몬 군대도 무찔렀고 야제르와 그곳에 딸린 마을들도 점령했다.

### 톱 학살과 유대인 구출
이에 길앗의 이민족들은 자기 영토 내의 유대인들을 죽이기 시작했다. 티모테오스가 지휘하는 군대는 톱을 공격해 유대인들을 잡아가고 장정 1000명을 붙잡아 학살하였다. 그러자 그곳에 남은 유대인들은 다테마 요새로 피신해 유다 마카베오에게 소식을 알렸다.
그리고 프톨레마이스와 티로, 시돈 등과 갈릴래아 지역의 모든 주민들이 유대인들은 죽이려고 집결하자 유다 마카베오는 동생 시몬과 논의해 시몬은 군사 3000명을 이끌고 갈릴래아로 가고 유다 마카베오는 군사 8000명을 이끌고 길앗으로 갔다. 그리고 남은 군대는 즈카르야의 아들 요셉과 아자르야의 지휘 아래 유대 지역을 방어했다.
시몬은 갈릴래아에서 이민족들을 격파하고 프톨레마이스 성문까지 뒤쫓아 3000명을 죽이고 전리품들을 거두어 들였으며 갈릴래아와 아르바타에 살던 유대인들이 크게 기뻐해 유대 지역으로 왔다.

### 1차 팔레스타인 정벌
유다 마카베오는 동생 요나단, 군사 8000명과 함께 요르단강을 건너 광야에서 3일 동안 진군해 나바태아인들을 만나 유대인들이 보소라, 보소르, 알레마, 카스포, 마켓, 카르나임 등지와 길앗의 나머지 성읍들에 갇혀 있다는 정보를 얻는다.
유다와 그의 군대는 재빨리 광야를 가로질러 보소라를 공격해 이민족들을 죽이고 다테마 요새로 진군했다. 이에 이튿날 티모테오스가 이끄는 수많은 이민족들이 공성 무기들을 이끌고 요새를 공격했다. 이에 유다는 전투를 시작해 이민족들에게 큰 타격을 입히고 8000명을 사살했다.
유다는 마아파로 방향을 돌려 그곳을 점령하고 이민족들을 죽였으며 카스포와 마켓, 보소르, 길앗 지역의 나머지 성읍들도 모두 점령하였다. 그러자 티모테오스는 다른 군대를 모아 강 건너 라폰 맞은쪽에 진을 치고 전투를 치렀다. 그러자 모든 이민족들이 카르나임의 신전으로 달아났으나 유다는 그곳까지 공격해 모두 죽이고 불태웠다.
그리고 길앗의 모든 유대인들을 이끌고 돌아오는 길에 에프론을 공격해 밤낮을 싸워 그 성읍을 점령하고 사람들을 죽인 뒤 불태웠다. 요르단강을 건너 벳 스안 맞은쪽의 큰 평야에 이르러 많은 낙오자들과 백성들을 모으고 유대 지방으로 돌아왔다.

### 얌니아 전투
유다 마카베오와 요나단이 길앗 지역에 주둔하고 그의 형 시몬이 프톨레마이스 맞은쪽 갈릴래아 지역에 주둔해 있을 때, 유대 지역을 방어하고 있던 즈카르야의 아들 요셉과 아자르야는 유다와 그의 형제들의 용맹과 전공을 들었다.
그리고 자신들도 이민족들과 싸워 이름을 떨치기로 해 군대를 이끌고 얌니아로 진군하였다. 그러나 고르기아스가 이끄는 셀레우코스 군대에게 패배해 군사 2000명이 전사하고 요셉과 아자르야는 유대 지역의 경계선까지 쫓기게 되었다.

### 2차 팔레스타인 정벌
유다 마카베오와 그의 형제들은 더 나아가 에돔과도 싸워 헤브론과 거기에 딸린 마을들을 점령하고 요새들을 허물고 둘레에 있던 탑들을 모두 불태워 버렸다.
그리고 블레셋의 영토로도 쳐들어가 메라사를 점령하고 아스돗에서도 제단을 헐고 신상들을 불태워버렸다.

### 안티오코스 4세의 최후
한편 리시아스에게 유대 정벌을 명하고 내륙의 여러 지방을 돌아다니던 안티오코스 4세는 페르시아의 엘리마이스라는 은과 금, 옛 마케도니아의 알렉산드로스 대왕이 남겨 둔 금 방패와 가슴받이 갑옷, 무기가 있는 부유한 도시를 공격했다.
그러나 그 계획이 미리 주민들에게 알려져 오히려 크게 패해 쫓기게 되어 바빌론으로 향했다. 하지만 유대 정벌에 실패했다는 보고가 전해지자 결국 기원전 163년 자신의 벗 필리포스를 불러 자신의 왕국을 맡기고 병사했다.
그러자 필리포스에 의해 그의 아들 안티오코스 에우파토르가 안티오코스 5세로 즉위하게 되었다.

### 예루살렘 반란
한편 성채에 있던 자들이 반란을 일으켜 성소 주변의 유대인들의 출입을 막고 온갖 못된 짓을 하며 이민족들을 지원하였다. 그러자 기원전 162년 유다 마카베오는 군사를 일으켜 공성 무기들까지 갖추고 그들을 포위하였다.
그런데 그들 중 몇 사람이 포위망을 뚫고 나가 유대 지방의 또 다른 반란자들과도 합류하여 셀레우코스 제국의 안티오코스 5세에게로 달아나 이 소식을 알렸다.

## 3차 전쟁

### 벳 즈카르야 전투
그러자 안티오코스 5세는 모든 군대 장수와 기병대 장수들, 다른 여러 나라와 바다의 여러 섬의 용병들까지 동원해 보병 10만, 기병 2만, 전투용 코끼리 32마리에 달하는 거대한 대군을 조직하여 원정을 떠났다.
이 군대는 이두매아를 거쳐 벳 추르로 향하며 많은 공성기구들을 만들었고 이에 유대인들도 그 기구들을 불태우며 전투를 치렀다. 유다 마카베오도 군대를 이끌고 셀레우코스 군대의 진영 맞은쪽 벳 즈카르야에 진을 쳤다.
그러자 안티오코스 5세가 아침 일찍 급히 군대를 이끌고 나가 전투용 코끼리에게 포도즙과 오디즙을 보여 자극시키고 전열로 나누어 배치하여 코끼리마다 쇠사슬 갑옷으로 무장하고 청동 투구를 쓴 보병 1000명과 정예 기병 500명을 배치하였다.
또한 코끼리의 등에 단단한 나무 탑을 얹고 특별한 기구들로 고정시켜 군사 4명과 인도인 1명이 이를 타 전투를 지휘했다.
안티오코스는 나머지 기병들도 군대 양쪽에 배열해 진군했다. 그러나 유다 마카베오와 그의 군대가 다가가 전투를 치렀고 셀레우코스 군대 600명이 전사했다. 전투 중 유다 마카베오의 동생 엘아자르가 코끼리들 가운데 안티오코스 5세가 탄 코끼리를 발견하고 이를 공격해 군사들과 코끼리를 죽여 쓰러뜨렸다.
그러나 엘아자르 자신도 코끼리가 자기를 덮치며 땅에 쓰러지는 바람에 죽었고 유대인들도 셀레우코스 군대가 강력하고 사기가 높은 것을 보고 물러났다.

### 유대인들의 저항
안티오코스의 군대 일부는 유대인들을 추격하며 예루살렘으로 올라오고 주력 군대는 유대 지역과 시온 산을 향해 진을 쳤다. 그리고 벳 추르의 주민들과 화친을 맺어 그들을 성읍에서 나오게 하고 그곳을 점령해 군대를 주둔시켰다.
또한 공격 탑과 공격 기구들을 가져와 배치해 난공불락 요새로 개조시켰다. 이에 유대인들도 공성 무기를 만들어 싸웠으나 식량이 떨어지는 바람에 굶주림을 참지 못하고 모두 철수해 성소에는 몇 사람만 남고 말았다.

### 안티오코스의 화친
한편 왕족 리시아스는 안티오코스 4세가 죽기 전 벗 필리포스에게 자신의 아들을 키워 왕으로 세우라고 부탁했는데 필리포스가 안티오코스 5세와 함께 출정했던 군대를 이끌고 페르시아와 메디아로 돌아와 정권을 잡으려 한다는 것이였다.
이에 리시아스는 급히 철군하기로 작정해 안티오코스 5세와 군대 지휘관들을 철수하도록 설득했다. 그러자 안티오코스 5세는 유대인들에게 사신을 보내 화친을 제의하고 유대인들도 그것을 받아들임으로써 안티오키아로 철수했다.
하지만 안티오코스는 철군 과정에서 약속을 어기고 시온 산의 요새 성벽을 모두 허물어 버렸고 안티오키아가 이미 필리포스에게 점령당했다는 것을 알고 무력으로 그 성읍을 점령했다.

## 결과 및 영향
하지만 이후 기원전 161년 셀레우코스의 아들이던 데메트리오스가 로마에서 빠져 나와 쿠데타를 일으켜 안티오코스 5세와 리시아스를 죽이고 데메트리오스 1세로 왕위에 올랐다.
그리고 부하이자 대사제 알키모스와 충실한 벗이자 서부 지방의 총독 바키데스와 함께 유대 지역을 공격함으로써 제3차 유대-셀레우코스 전쟁이 발발한다.